# Rendve
Rendve (szlovákul Radava) község  Szlovákiában, a Nyitrai kerületben, az Érsekújvári járásban.

## Fekvése
Érsekújvártól 19 km-re északkeletre fekszik.

## Története
A régészeti leletek szerint területén már az újkőkorszakban is éltek emberek. A vonaldíszes és a hévmagyarádi kultúra népének emlékei kerültek itt elő, de találtak sírokat a Nagymorva Birodalom idejéből is.
A  települést 1237-ben egy birtokcsere kapcsán "Renduuey" alakban említik először. 1297-ben "Rendwe", 1458-ben "Heghazasrendwe", 1480-ban "Egyhazas Rendwa" alakban szerepel az írott forrásokban.
Kezdetben helyi nemesek birtoka, később a lévai váruradalom része volt. Szent Péter tiszteletére szentelt templomát 1319-ben említik először, mint Hont-Pázmány nemzetségbeli Szegi Erny fia Janka birtokához tartozó templomot, majd szerepel az 1332-es pápai tizedjegyzékben is. 1427-ben a Födémesi családbeliek fizették ki özv. Checheni Katalin itteni hitbérét. A 16. század első felében a Kálnay család birtoka, 1549-ben 3, 1553-ban 5, 1564-ben 4 portáig adózott. 1570-ben a török defterben az esztergomi szandzsákban két faluként, Nagy- és Kisrendveként említik. Nagyrendve 2800, Kisrendve 1500 akcséval adózott. 1535-ben 5 portával adózott. 1601-ben 20 háza volt. 1663-ban elpusztította a török. 1703-ban Heister tábornok császári csapatai táboroztak a területén. 1713-ban pestisjárvány tizedelte meg a lakosságot. 1720-ban 20 adózó volt a településen. 1728-tól vásárlás útján a Motesiczy családé lett. 1828-ban 73 házában 490 lakosa volt, akik főként mezőgazdasággal foglalkoztak.
Vályi András szerint "Nagy Rendve, Kis Rendve. Két tót falu Bars Vármegyében, földes Urok Motesiczky Uraság, lakosaik katolikusok, és másfélék, fekszenek, Nagy Rendve Füshöz, Kis Rendve pedig Nagy Ohajhoz nem meszsze, mellyeknek filiájik; határbéli földgyeik jó termékenységűek, fájok van mind a’ kétféle, szőlejek bőven terem, legelőjök elég, piatzok Komáromban, a’ Dunához is közel vannak."
Fényes Elek szerint "Rendve, tót falu, Bars vgyében, Fűss fil., 529 kath. lak. Bora meglehetős; erdeje, szántófölde elég. F. u. Motesiczky, stb. Ut. p. Verebély."
A trianoni békeszerződésig Bars vármegye Verebélyi járásához tartozott. 1938 és 1945 között újra Magyarország része volt. A háború alatt lakói közül többen támogatták a szlovák nemzeti felkelést.

## Népessége
| Év:            | 1994. | 2004.    | 2014.   | 2024.   |
| -------------- | ----- | -------- | ------- | ------- |
| Emberek száma: | 960   | 853      | 778     | 740     |
| Eltérés:       |       | -11,14 % | -8,79 % | -4,88 % |

| Év:            | 2023. | 2024.   |
| -------------- | ----- | ------- |
| Emberek száma: | 737   | 740     |
| Eltérés:       |       | +0,40 % |

1880-ban 700 lakosából 612 szlovák, 58 magyar, 7 német anyanyelvű és 23 csecsemő volt, ebből 681 római katolikus és 19 zsidó vallású.
1890-ben 733 lakosából 687 szlovák és 34 magyar anyanyelvű volt.
1900-ban 736 lakosából 718 szlovák és 10 magyar anyanyelvű volt.
1910-ben 825 lakosából 808 szlovák, 10 magyar és 7 német anyanyelvű volt.
1921-ben 826 lakosából 814 csehszlovák és 6 magyar volt.
1930-ban 971 lakosából 962 csehszlovák és 6 magyar volt.
1941-ben 1033 lakosából 1009 szlovák és 21 magyar volt.
1991-ben 957 lakosából 952 szlovák és 3 magyar volt.
2001-ben 881 lakosából 880 szlovák volt.
2011-ben 798 lakosából 785 szlovák volt.
2021-ben 757 lakosából 2 magyar, 737 (+1) szlovák, 3 (+4) egyéb és 15 ismeretlen nemzetiségű volt.

## Híres személyek
- Itt született 1910-ben Ján Melíšek levéltáros.[7]

## Nevezetességei
- A Szentlélek tiszteletére szentelt római katolikus temploma 1767-ben épült barokk stílusban, a korábbi gótikus templom alapjain. Régi Szent Péter temploma valószínűleg már a 13. században állt, 1319-ben említik először. Többször átépítették, melyekre elsősorban a török pusztítások miatt volt szükség. 1542 és 1550 között védelmi célokból körítőfallal vették körül.
- Szent Cirill és Metód tiszteletére szentelt modern temploma 1969-1970-ben épült.

## Külső hivatkozások
- Hivatalos oldal
- Községinfó
- Rendve Szlovákia térképén
- E-obce.sk Archiválva 2008. március 29-i dátummal a Wayback Machine-ben